# شهرستان اساشی، هوکایدو

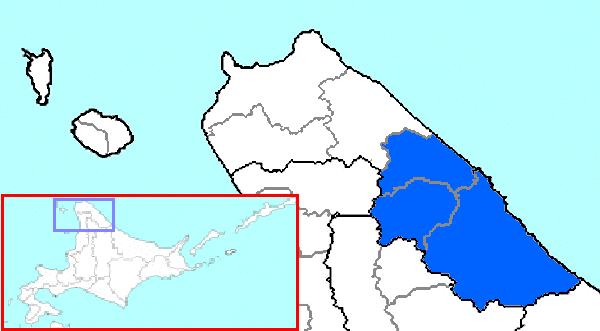

شهرستان اساشی، هوکایدو (انگلیسی: Esashi District, Hokkaido) یکی از شهرستان‌های ژاپن است که در استان هوکایدو در ژاپن واقع شده‌است.